# EZ135
EZ135は、SyQuestの発売していたリムーバブルディスク（リムーバブルハードディスク）。正式には「EZ 135 Drive」だが、SyQuestの旧来の製品はSQ327等のように「アルファベット2つ」＋「数字3つ」の5文字で呼ばれていたことが多かったため、それにあわせてEZ135とよんだり、ただ単にEZ Driveとよばれることが多かった。
後継製品であるezflyerには上位互換性があり、EZ135のディスクがそのまま読み書きできる。

## 概要
SyQuest（サイクエスト・SyQuest Technology, Inc ）は、ハードディスクのディスク部をカートリッジに収め、ディスク部を着脱可能にしたリムーバブルハードディスクと呼ばれる製品の大手ベンダーであり、EZ135も同機構を採用している。
リムーバブルハードディスクは、一般的なデータ保存方法がフロッピーしかなかった当時、メガバイト単位のデータが保存できる製品で、米国ではコンピュータ環境の入れ換えやバックアップ、大量のデータ（主にマルチメディア関係)の受け渡し用などとして広く普及していたが、Zipなどの競合商品が登場して競争が激しくなっていた。そこでそれらの製品（特にZip）の対抗馬として発売したのが当製品である。同社製品であるSQ327（3.5インチ、270MB）の、ディスク片面のみを利用することでコストダウンをはかり、Zip と同価格帯の製品とした。しかし結果としてZipとの販売競争に勝つことができず、さらなる対抗製品として上位互換性のあるezflyer(230MB)へ移行した。なお、SQ327とは互換性がない。
同じくリムーバブルハードディスクベンダーで、SyQuest互換ディスクの発売もしていたNomai社(仏)と、PDC（Power Disk Cartridge)という統一ディスク規格も策定されていて、EZ135ディスクもその中に入っていたが、SyQuest自体の倒産のため、立ち消えになってしまった。結局SyQuestは業績悪化のため、1998年11月2日に業務停止、1999年1月に自己破産し、アイオメガが資産を部分的（知的財産権、在庫品、そして固定資産の全て）に買収した。
SyQuestのサイトではその後しばらくの間、通販でサポート、メディアの販売のみ行われていた。

## 仕様
- 容量：135MB
- 平均シークタイム：13.5ms
- 転送速度Burst Transfer Rate：4MB/sec
- バッファサイズ：64KB

米国で発売された外箱には、対抗商品であるアイオメガのZIPドライブに対するセールスポイントが記載されていた。
- TWO TIMES FASTER (ZIPドライブより2倍速い)
- 35% MORE CAPACITY (ZIPより35%容量が大きい)
- TWICE THE WARRANTY (2年間保障) - （さらに、カートリッジには5年の保障がついていた。）

## インターフェース
- 外付け - パラレルポート、SCSI
- 内蔵 - IDE、SCSI